# Sefardští Židé
Sefardové či Sefardé (hebrejsky ספרדים‎, Sfaradim, sg. ספרדי‎, Sfaradi), též sefardští Židé (hebrejsky יהדות ספרד‎, jahadut Sfarad), jsou Židé a potomci Židů žijící až do roku 1492 na Pyrenejském poloostrově a poté v oblasti Středomoří, Balkánu, Orientu, ale také v některých evropských zemích, např. Nizozemí. Často je tento termín chybně používán jako označení všech neaškenázských Židů. Sefardští Židé tvoří zhruba deset procent soudobé světové židovské populace. Jsou koncentrováni především v Izraeli, významná komunita žije také ve Francii (potomci emigrantů z francouzského Alžírska). Další centra jsou v severní a jižní Americe a malé zbytky populace stále přežívají v „původních“ sefardských zemích. Mezi sefardské Židy jsou někdy také započítáváni i Židé pocházející z arabských zemí Blízkého východu (kromě Jemenu). Tito Židé sami sebe nazývají Mizrachim (hebrejsky: מזרחים, východní) a často jsou od ostatní sefardské populace oddělováni, neboť tvoří vlastní svébytnou kulturní skupinu uvnitř judaismu a židovského národa.

## Původ jména
Jméno země Sfarad se poprvé vyskytuje v Bibli a to Abdijáš 1,20. Později byla tato fiktivní země ztotožněna s územím Španělska (Hispania).

## Dějiny sefardské diaspory

### Španělsko (do roku 1492)

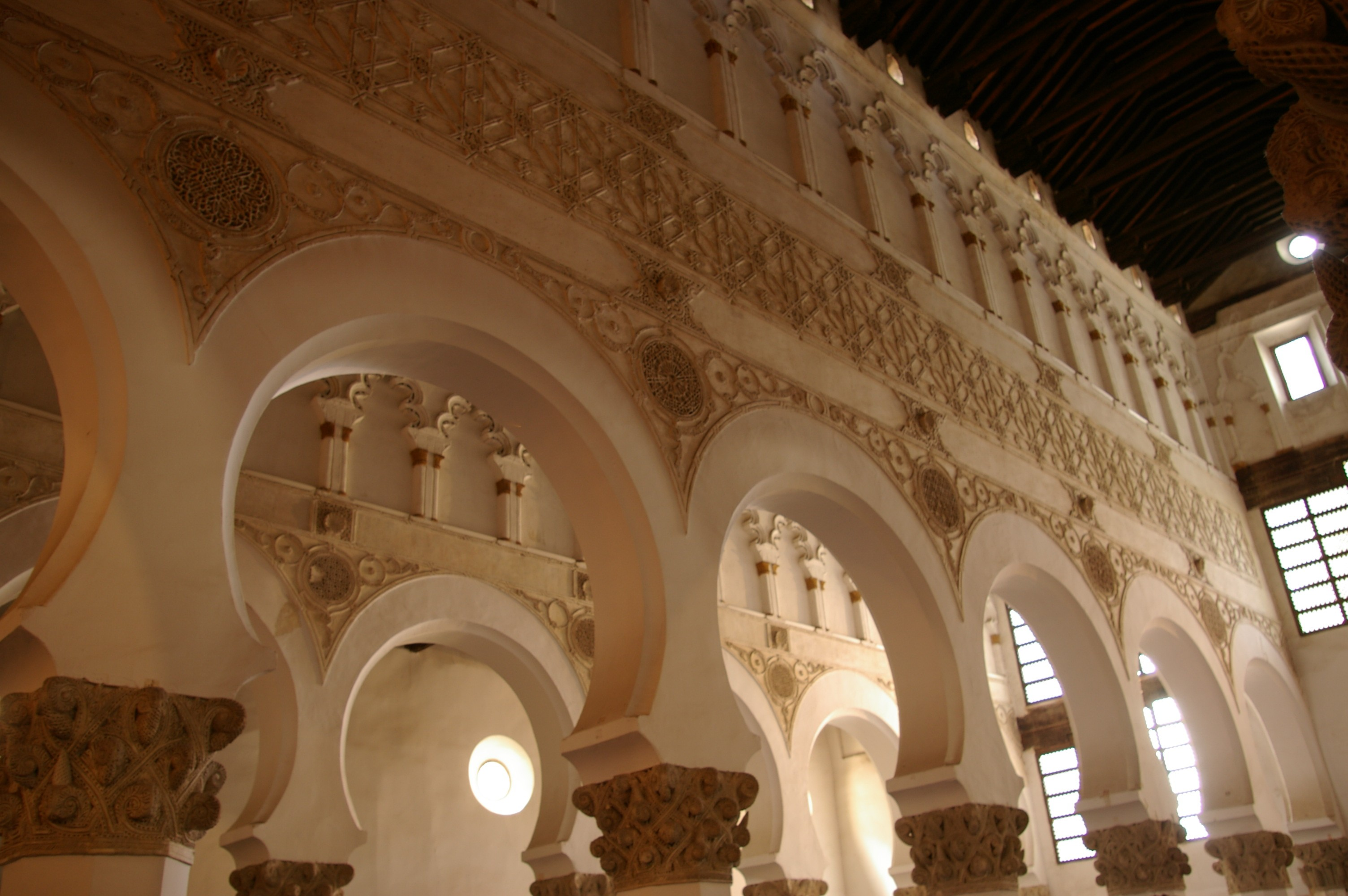
Interiér synagogy v Toledu, postavená na přelomu 12. a 13. století

Podle legend byli Židé na Pyrenejském poloostrově již za časů krále Šalamouna, pravdou je, že židovské osídlení je v těchto místech velmi staré. Židé v Hispánii určitě žili v dobách římské nadvlády a následně i v dobách vlády Vizigótů. Původně měli status svobodného národa. Situace se začala zhoršovat s přijetím křesťanství ve Vizigótské říši a nakonec se zcela změnila v neprospěch Židů, kteří žili ve Španělsku ve stejných podmínkách jako Židé v ostatních křesťanských zemích. Toto období skončilo roku 711, kdy bylo území Vizigótské říše dobyto muslimy a nastolena islámská nadvláda. Během této doby byla Židům většinou zaručována veškerá práva včetně práva vykonávat hrdelní rozsudky a Židé zastávali řadu funkcí ve státní správě. Do maurské Andalusie se stěhovalo množství Židů z východu (Babylónie, severní Afrika, Kairuán) i z Evropy. Díky tomu se sefardské židovstvo stalo vůdčím prvkem ve vývoji židovského náboženského myšlení a kultury v raném středověku. V roce 1148 se k moci dostala berberská dynastie Almohadů, která pronásledovala všechno nemuslimské obyvatelstvo. Řada Židů byla tehdy nucena ze Španělska odejít (mezi jinými např. Maimonides). Část židovské populace uprchla do křesťanské části Španělska, kde mohli ještě nějakou dobu působit takřka bez omezení. Roku 1391 však již téměř celé Španělsko bylo dobyto křesťany, a křesťanští králové již proto tolik nepotřebovali od Židů peníze. Židé začali být nuceni ke konverzi ke křesťanství nebo k opuštění země. Vše vyvrcholilo pádem Granady roku 1492.

### Po roce 1492
V roce 1492 po dokončené reconquistě byli Židé ze Španělska a následně i Portugalska vypovězeni. Řada Židů ve Španělsku zůstala, především jako konvertité ke křesťanství (z nichž řada praktikovala křesťanství pouze zdánlivě a doma stále udržovala židovské zvyky). Těmto konvertitům se hebrejsky říká anusim (dosl. donucení), byli také nazýváni conversos (konvertité), ve světě jsou ale známí pod španělským hanlivým označením marranos (prasata), které jim bylo dáno během působení inkvizice. Drtivá většina Židů volila odchod, ať už do severní Afriky, především do oblasti dnešního Maroka, nebo do Palestiny, Řecka a na Balkán (tehdy pod vládou Osmanské říše). S sebou si nesli svůj vlastní jazyk, směsici středověké španělštiny a hebrejštiny – ladino, dále vlastní liturgický ritus (nosach) a výslovnost hebrejštiny, která dala základ pozdější výslovnosti moderní hebrejštiny (ivrit).
Podle některých historických odhadů opustilo tehdy Španělsko 150 až 250 tisíc lidí, asi 50 000 dalších se raději nechalo pokřtít. Podle tradice byl vypovídací edikt vydán na 9. dne měsíce avu a mezi tehdejším židovstvem byl chápán zánik maursko-židovské kultury ve Španělsku jako naprostá katastrofa srovnatelná s porážkou starověkých židovských protiřímských povstání.
Množství Židů-marranů odcházelo též do zámořských kolonií Španělska a Portugalska jako námořníci a kolonizátoři, neboť moc inkvizice byla za oceánem mnohem menší. Sefardi se tak stali prvními židovskými obyvateli Ameriky. V roce 1654 založilo 23 sefardských uprchlíků první synagogu.

### Ústup sefardské populace
Zatímco ve 12. století a ve staletích následujících tvořili sefardští Židé až 80 % židovské populace, na sklonku 17. století se situace začala vychylovat ve prospěch Aškenázů. Sefardské komunity v Americe byly přečísleny a často asimilovány mnohem většími komunitami aškenázskými. Výjimkou byly arabské země a země pod muslimskou nadvládou, kde bylo postavení Sefardů většinou velmi silné, a to jak počtem, tak i ekonomicky. S nástupem kolonizace muslimských zemí Evropany se maročtí, alžírští a tuniští Židé stali vítanými prostředníky mezi kolonizátory a domorodými vládci, díky své jazykové vybavenosti a také kontaktům v Evropě. Navíc francouzská okupace Alžíru a Tuniska garantovala Židům plná práva, což vedlo k několika nepokojům ze strany arabského obyvatelstva. Největším populačním centrem Sefardů zůstávala Osmanská říše a zvláště pak Soluň.

### Po první světové válce
Zánikem Osmanské říše zanikl i dosavadní největší domov sefardských Židů. Nové Turecko bylo založeno na linii striktně nacionální, stejně tak i Řecko. V obou zemích se situace Židů začala zhoršovat a volili raději emigraci, především pak do Latinské Ameriky a západní Evropy. V době těsně před vypuknutím druhé světové války tvořili Sefardi necelých 10 % z celkové šestnáctimilionové židovské populace.

### Holokaust
Během holokaustu byla vyvražděna téměř celá sefardská komunita v Nizozemí, dále v Řecku a zbývající komunita v Soluni. Podobně ve spolupráci s pronacistickými kruhy v Srbsku a Chorvatsku byla vyvražděna většina Židů na území Jugoslávie. Opačný případ nastal v Bulharsku, které Židy vydat odmítlo, a téměř celá židovská komunita emigrovala po válce do Palestiny. V Itálii došlo k deportacím a k vraždění Židů i přes nesouhlas velké části obyvatelstva především po kapitulaci Itálie a ovládnutí severní Itálie Německem.

### Po druhé světové válce
Po holokaustu směřovala velká část sefardské diaspory do Izraele, významná část především severoafrických Židů emigrovala do Francie a Velké Británie. Společně s Mizrachim tvoří dnes Sefardi více než 50 % židovské populace Izraele. Nejvyšší náboženskou autoritou sefardských Židů v Izraeli je vrchní sefardský rabinát Izraele. Vrchní sefardský rabín Izraele je nazýván Rišon le-Cijon (První na Sionu). Kromě rabinátu funguje v Izraeli i sefardská politická strana Šas.

## Kultura sefardského židovstva
Z prostředí sefardské diaspory vzešla řada význačných osobností židovské i světové kultury. Za nejvýznamnějšího příslušníka sefardského židovstva je pokládán filozof a halachický kodifikátor a komentátor Maimonides, společně s ním také Jicchak al-Fásí, komentátor Talmudu, a Josef Karo, halachista a kabalista, autor Šulchan aruchu. Mezi biblickými komentátory vynikají pak Abraham ibn Ezra a Nachmanides. Sefardští Židé vynikali i v mystice, ze sefardského prostředí pochází kniha Zohar i spisek Bahir. Po vyhnání ze Španělska pomáhali založit kabalistické centrum v Safedu (Moše Cordovero). Ve středověkém Španělsku se rozvíjela hebrejská poezie, a to světská i náboženská (pijut). Hlavními autory byli Šlomo ibn Gabirol (Avicebron) a také filozof a básník Jehuda ha-Levi, autor apologetického díla Kuzari.
Kromě osobností židovského náboženství vzešla ze sefardského prostředí řada významných osobností ve světském životě, např. britský premiér Benjamin Disraeli, filozof Baruch Spinoza nebo malíř Amedeo Modigliani.

### Rozdíly oproti aškenázskému židovství
Mezi Aškenázy a Sefardy neexistují z teologického hlediska žádné rozdíly ohledně věrouky. Vzhledem k tomu, že k rozdělení na obě skupiny došlo poměrně pozdě (10.–11. století), obě skupiny přejaly učení obsažené v tradičních výkladech Bible, Talmudu a závěry ustanovené během gaonského období. Odlišily se ovšem ve způsobu, jakým s tímto duchovním dědictvím nakládaly. Sefardské komunity až na výjimky neutrpěly během své konsolidace takové ztráty jako komunity aškenázské, ani nežily v tak nepřátelském prostředí. Kultura sefardských Židů je proto orientovaná mnohem světštěji.[zdroj⁠?!] Tento volnější přístup se odráží i na přístupu k halaše a ke komentátorské práci, především u biblických textů. Zatímco aškenázská komentátorská škola si všímá detailů, sefardská působí více komplexně a v širším záběru. Neklade také tak velký důraz na tradici a na zdroje podání (např. Mišne Tora).
Benevolentnější přístup nežidovského obyvatelstva se odráží i v liturgii, kde zůstaly některé prvky, které musely být v aškenázské liturgii na nátlak křesťanského prostředí vypuštěny. Sefardští Židé mají některé odlišné zvyklosti ohledně kašrutu, dále obsahu modliteb a jejich pořadí.
Díky absenci osvícenství a jeho vlivu mezi sefardskou populací nedošlo u Sefardů k tak markantnímu a striktnímu rozdělení na ortodoxní, liberální a konzervativní židy. Mezi Sefardy se rovněž nerozlišuje mezi chasidim a mitnagdim.